# Arisaema ishizuchiense
Arisaema ishizuchiense là một loài thực vật có hoa trong họ Ráy (Araceae). Loài này được Murata mô tả khoa học đầu tiên năm 1956.